# Liste der Wetterkatastrophen von 2021 mit einer Schadenssumme von mehr als einer Milliarde US-Dollar
Diese Liste der Wetterkatastrophen von 2021 mit einer Schadenssumme von mehr als einer Milliarde US-Dollar nennt 47 Naturkatastrophen, für die  Aon eine Schadenssumme von mehr als einer Milliarde US-Dollar ermittelt hat und bei denen das Wetter Ursache der Schäden war. Seitdem diese Aufstellungen im Jahr 1990 begonnen wurden, haben sich durchschnittlich jährlich 29 Naturkatastrophen ereignet, die eine Schadenssumme von mehr als einer Milliarde US-Dollar verursachten. Von den 47 Wetterkatastrophen entfallen fünf auf Dürren – in den Vereinigten Staaten und Kanada, in Brasilien, in der Volksrepublik China und in Mexiko. – und bei drei davon handelte es sich um einen Waldbrand. Fünfzehn waren Unwetterereignisse wie Hagel, Tornados und Stürme (ohne tropische Wirbelstürme), elf waren Überschwemmungen nach umfangreichen Regenfällen und bei acht handelte es sich um die Folgen tropischer Wirbelstürme. Nach diesen Berechnungen beläuft sich der gesamte volkswirtschaftliche Schaden der 401 signifikanten Naturkatastrophen von 2021 auf 343 Milliarden US-Dollar. Der größte Teil davon – 329 Milliarden US-Dollar – wurde durch Wetterkatastrophen verursacht. 130 Milliarden US-Dollar davon waren versicherte Sachschäden.
23 dieser Wetterkatastrophen betrafen das Gebiet der Vereinigten Staaten, vier das der Volksrepublik China, und auf Europa entfielen drei Ereignisse.
Den Angaben in der Katastrophendatenbank EM-DAT zufolge verzeichneten 2021 zwei Staaten, Belgien und Deutschland, neue nationale Höchstwerte für Schäden durch Wetterkatastrophen. Die bisherigen Höchstwerte waren für Deutschland 18 Milliarden US-Dollar durch die Überschwemmungen im August 2002 im Elbegebiet und in Belgien 760 Millionen US-Dollar durch Orkan Daria 1990. Munich Re bezifferte die volkswirtschaftlichen Sachschäden durch das Tiefdruckgebiet Bernd auf 54 Milliarden US-Dollar, wovon auf Deutschland 40 Milliarden US-Dollar entfallen. Mit 13 Milliarden US-Dollar seien weniger als ein Viertel davon versichert gewesen.
Die Zahl der durch Naturkatastrophen getöteten Personen war 2021 mit rund 10.500 niedriger als der langjährige Durchschnitt und setzte damit einen Trend fort, der seine Ursache in verbesserten Evakuierungsplänen, erhöhter Aufmerksamkeit der Öffentlichkeit und verbesserten Bauvorschriften hat. Die Wetterkatastrophe mit den meisten direkten Opfern waren die Monsunfluten in Indien mit 1292 Toten.
| Rang | Ereignis              | Gebiet                                                    | Zeitraum                 | Schadenssumme in Mrd. USD | Opferzahl |
| ---- | --------------------- | --------------------------------------------------------- | ------------------------ | ------------------------- | --------- |
| 1    | Hurrikan Ida          | Karibik, Vereinigte Staaten                               | 28. August–2. September  | 75,3                      | 98        |
| 2    | Überschwemmungen      | Deutschland, Belgien                                      | 12.–18. Juli             | 45,6                      | 227       |
| 3    | Überschwemmungen      | Volksrepublik China                                       | Juni–September           | 30,0                      | 545       |
| 4    | Winterwetter          | Vereinigte Staaten, Mexiko                                | 12.–20. Februar          | 25,0                      | 235       |
| 5    | Dürre                 | Vereinigte Staaten                                        | ganzjährig               | 9,0                       | -         |
| 6    | Winterwetter          | Europa                                                    | 5.–8. April              | 5,6                       | -         |
| 7    | Unwetter              | Vereinigte Staaten                                        | 10.–12. Dezember         | 5,1                       | 93        |
| 8    | Unwetter              | Europa                                                    | 17.–25. Juni             | 4,9                       | 7         |
| 9    | Dürre                 | Brasilien                                                 | ganzjährig               | 4,3                       | -         |
| 10   | Unwetter              | Great Plains der Vereinigten Staaten                      | 27. April–2. Mai         | 3,4                       | 0         |
| 11   | Marshall Fire         | Colorado                                                  | 30.–31. Dezember         | 3,3                       | 0         |
| 12   | Dürre                 | Volksrepublik China                                       | ganzjährig               | 3,1                       | -         |
| 13   | Monsunfluten          | Indien                                                    | 1. Juni–25. Oktober      | 3,1                       | 1282      |
| 14   | Zyklon Yaas           | Indien                                                    | 26. Mai                  | 3,0                       | 19        |
| 15   | Dixie Fire            | Kalifornien                                               | 14. Juli–31. August      | 3,0                       | 0         |
| 16   | Überschwemmungen      | Indien, Sri Lanka                                         | 25. Oktober–30. November | 2,5                       | 217       |
| 17   | Dürre                 | Kanada                                                    | ganzjährig               | 2,5                       | -         |
| 18   | Überschwemmungen      | Kanada                                                    | 13.–15. November         | 2,4                       | 4         |
| 19   | Unwetter              | Europa                                                    | 28.–30. Juni             | 2,4                       | 1         |
| 20   | Überschwemmungen      | Südostaustralien                                          | 13.–25. März             | 2,1                       | 2         |
| 21   | Überschwemmungen      | Maylasia, Thailand                                        | 17.–29. Dezember         | 2,0                       | 48        |
| 22   | Taifun In-fa          | Volksrepublik China                                       | 20.–28. Juli             | 2,0                       | 5         |
| 23   | Dürre                 | Mexiko                                                    | ganzjährig               | 2,0                       | -         |
| 24   | Winterwetter          | Japan                                                     | 7–12. Januar             | 2,0                       | 23        |
| 25   | Unwetter              | Great Plains und Südosten der Vereinigten Staaten         | 14.–19. Mai              | 2,0                       | 5         |
| 26   | Unwetter              | Vereinigte Staaten                                        | 13.–16. Dezember         | 1,9                       | 5         |
| 27   | Wintersturm Filomena  | Spanien                                                   | 8.–12. Januar            | 1,9                       | 4         |
| 28   | Überschwemmungen      | Volksrepublik China                                       | 2.–7. Oktober            | 1,8                       | 27        |
| 29   | Unwetter              | Mitte und Osten der Vereinigten Staaten                   | 17.–21. Juni             | 1,8                       | 1         |
| 30   | Überschwemmungen      | Westen der Vereinigten Staaten                            | 24.–29. Januar           | 1,8                       | 2         |
| 31   | Unwetter              | Mitte und Osten der Vereinigten Staaten                   | 27.–29. März             | 1,8                       | 8         |
| 32   | Unwetter              | Great Plains der Vereinigten Staaten                      | 24.–26. März             | 1,7                       | 6         |
| 33   | Unwetter              | Texas                                                     | 15./16. April            | 1,6                       | 0         |
| 34   | Caldor Fire           | Kalifornien                                               | 13.–31. August           | 1,5                       | 0         |
| 35   | Zyklon Tauktae        | Indien                                                    | 17. Mai                  | 1,5                       | 198       |
| 36   | Unwetter              | Mitte und Osten der Vereinigten Staaten                   | 24. Juni–1. Juli         | 1,4                       | 2         |
| 37   | Überschwemmungen      | Westen und Great Plains der Vereinigten Staaten           | 24.–28. Oktober          | 1,3                       | 2         |
| 38   | Unwetter              | Mitte und Osten der Vereinigten Staaten                   | 3.–5. Mai                | 1,2                       | 4         |
| 39   | Hurrikan Elsa         | Karibik, Ostküste der Vereinigten Staaten                 | 7.–9. Juli               | 1,2                       | 1         |
| 40   | Unwetter              | Great Plains und Mittlerer Westen der Vereinigten Staaten | 8.–10. Juli              | 1,2                       | 1         |
| 41   | Überschwemmungen      | Japan                                                     | 11.–18. August           | 1,2                       | 13        |
| 42   | Tropischer Sturm Fred | Osten der Vereinigten Staaten                             | 10.–17. August           | 1,1                       | 7         |
| 43   | Unwetter              | Australien                                                | 27. Oktober–1. November  | 1,1                       | 0         |
| 44   | Unwetter              | Great Plains und Südosten der Vereinigten Staaten         | 10.–12. August           | 1,1                       | 0         |
| 45   | Hurrikan Nicholas     | Osten der Vereinigten Staaten                             | 7.–9. Juli               | 1,0                       | 0         |
| 46   | Zyklon Shaheen        | Oman, Iran                                                | 2.–4. Oktober            | 1,0                       | 15        |
| 47   | Taifun Rai            | Philippinen, Vietnam                                      | 15.–18 Dezember          | 1,0                       | 410       |

## Belege
1. 1 2 3 4  Jeff Masters: January 2022: Earth’s 6th-warmest January on record. In: Eye on the Storm. Yale University, 14. Februar 2022, abgerufen am 21. Februar 2022 (englisch).
2. ↑  Münchener Rück nennt 820 relevante Ereignisse und gibt den wirtschaftlichen Gesamtschaden aller Naturkatastrophen von 2021 mit 280 Milliarden US-Dollar an, 120 Milliarden US-Dollar davon waren versichert.
3. 1 2  Hurricanes, cold waves, tornadoes: Weather disasters in USA dominate natural disaster losses in 2021. Münchener Rück, 10. Januar 2022, abgerufen am 22. Februar 2022 (englisch).
4. ↑  Die NOAA nennt 20 Wetterkatastrophen mit mehr als einer Milliarde US-Dollar Sachschäden. Zu dieser Abweichung kommt es, weil die NOAA die drei von Aon mit mehr als einer Milliarde US-Dollar Schadenssummer geführten Waldbrände als ein Ereignis zählt. Außerdem hat die NOAA für die Überschwemmungen in Kalifornien, Oregon und Washington (Nummer 37 der Liste) weniger als eine Milliarde US-Dollar Sachschaden ermittelt.